# (3380) Awaji
(3380) Awaji est un astéroïde de la ceinture principale.

## Description
(3380) Awaji est un astéroïde de la ceinture principale. Il fut découvert le 15 mars 1940 à l'observatoire Konkoly par György Kulin. Il présente une orbite caractérisée par un demi-grand axe de 2,84 UA, une excentricité de 0,02 et une inclinaison de 3,2° par rapport à l'écliptique.

## Compléments